# سد أيجاوا
سد أيجاوا هو سد جاذبية يقع في محافظة شيمانه في اليابان. يستخدم السد لإنتاج الطاقة. تبلغ مساحة مستجمعات المياه في السد 333.2 كيلومترًا مربعًا. يحجز السد حوالي 16 هكتارًا من الأرض عندما يمتلئ ويمكنه تخزين 1085 ألف متر مكعب من المياه. اكتمل بناء السد في عام 1942. 